# 利努斯·米勒
利努斯·米勒（德語：Linus Müller，1999年12月2日—），德国男子曲棍球运动员。他曾代表德国国家队参加2020年夏季奥林匹克运动会男子曲棍球比赛，结果获得第四名。